# Johann Georg Pelshofer
Johann Georg Pelshofer, auch: Pelshöfer, Pelzhofer, Peltzhofer; (* 1599 in Graz; † 11. Juli 1637 in Wittenberg) war ein deutscher Mediziner.

## Leben
Johann Georg Pelshofer wurde als Sohn des Veit Pelshofer († 1609) und seiner Frau Sabina, die Tochter des Rats und Patriziers in Graz Georg Grebminger und seiner Frau Catharina von Rauchenberger zu Hanfelden, geboren. Sein Vater war Agent und Diener am erzherzoglichen Hof in Österreich gewesen und hatte den Erzherzögen Carl von Österreich (1565–1566), Ernst von Österreich, Maximilian von Österreich und auch Kaiser Rudolf II. gedient. Als 1600 in der Steiermark, Kärnten und Krain die Verfolgung der Anhänger des Augsburger Bekenntnisses (Confessio Augustana) durch die Bewegung der Gegenreformation einsetzte, gestattete man seinem Vater, bei seiner evangelischen Religionsüberzeugung zu bleiben und erhob ihn am 14. September in den Adelsstand.
Jedoch wollte er seine Kinder und Nachkommen nicht den theologischen Auseinandersetzungen jener Zeit aussetzen und begab sich mit seiner Familie 1601 nach Dresden. Dort ließ er seinem Sohn eine gute Bildung durch Privatgelehrte zukommen, so dass dieser erfolgreich die Fürstenschule in Meißen besuchen konnte. Nachdem er sich dort die Hochschulreife erworben hatte, ging er im Wintersemester 1610 an die Universität Leipzig. Dort absolvierte er zunächst ein Studium der Artes Liberales, am 12. November 1617 immatrikulierte er sich an der Universität Wittenberg, wechselte im November 1624 an die Universität Basel, wo er am 17. Dezember 1624 mit der Dissertation De sputo sanguinis zum Doktor der Medizin promovierte.
Nach einer Bildungsreise durch die Schweiz und Frankreich wurde er Stadtarzt in Haynau in Schlesien und trat am 11. Mai 1627 eine außerordentliche Professur in Wittenberg an. Am 17. Juni 1627 übernahm er die dritte ordentliche Professur für Anatomie und Botanik an der medizinischen Fakultät der Wittenberger Akademie und heiratete am 1. September 1628 Anna, die Tochter des Physikprofessors Georg Wecker. Aus dieser Verbindung ist der Sohn Johann Georg Pelshofer bekannt. Pelshofer, der sich auch an den organisatorischen Aufgaben der Wittenberger Hochschule beteiligte, wurde im Wintersemester 1633 auch Rektor der Hochschule, nachdem man ihn 1629 aufgrund eines biologisch bedingten Sprachfehlers übergangen hatte.
Er wurde ein Opfer seines Berufes und starb an der Pest. Am 13. Juli setzte man seinen Leichnam auf dem Wittenberger Stadtfriedhof vor dem Elstertor bei und errichtete einen Grabstein. Pelshofer hat sich Verdienste bei der Durchsetzung chemiatrischer Ideen, durch die mehrfache Bearbeitung von Jean Beguins (ca. 1550–1620) Tyrocinium chymicum und die Herausgabe von Johannes Hartmanns Tractatus de opio erworben. Nach dessen praktischen Übungen zur Zubereitung von Opium fertigte er selbst das Laudanum opiatum und das magische alchemistischen Aurum potabile (englisches Trinkgold).

## Werkauswahl

### Akademische Schriften
- (Als Respondent) De ileo theses disputationis medicae. Tham, Wittenberg 1622. (Digitalisat)
- Disputatio medica de sanitate et morbo. (Resp. Caspar Kheil) Auerbach, Wittenberg 1629. (Digitalisat)
- De variolis et morbillis theses. (Resp. Tobias Majus, Caspar Suevus und Andreas Mavius) Auerbach, Wittenberg 1629. (Digitalisat)
- De Paracelsistarum Unguento Armario Dissertatio Philosophico-Medica. (Resp. Hieronymus Wecker) Gormann, Wittenberg 1630. (Digitalisat) Neudruck In: Theatrum sympatheticum auctum, Nürnberg 1661.
- Decas paradoxorum chymicorum. (Resp. Johann Melchior Hupfauff) Fincel, Wittenberg 1630. (Digitalisat)
- Disputatio Medica De Scabie vulgò sic dicta. (Resp. Johann David Ruland) Auerbach, Wittenberg 1630. (Digitalisat)
- Theses iatromathematicae de diebus criticis, eorumque; causis. (Resp. Nicolaus Schultz) Roth, Wittenberg 1632. (Digitalisat)
- Disputatio Medica De Purgatione. (Resp. Peetrus Geiling) Röhner, Wittenberg 1632. (Digitalisat)
- Disputatio Medica, De Morbis Totius Substantiae, Et Cognatis Quaestionibus. (Resp. Johannes Sperling) Muller, Wittenberg 1633. (Digitalisat)

### Herausgeberschaften
- Tyrocinium chymicum Johannis Beguini. Wittenberg 1634, Wittenberg 1640, 1643, 1650, 1656, 1659, 1666,
- Tractatus physicomedicus de Opio, publice praelectus in academia Marpurgensis 1615. Johanne Hartmanno. Wittenberg 1635, Wittenberg 1658 und in Johann Hartmanns Opera omnia, hrsg. v. Conrad Johrenius (1653–1716), Bd. 5 (Frankfurt/Main 1684)